# Loi sur la fête nationale
La Loi sur la fête nationale est une loi québécoise adoptée en 1978 qui instaure le 24 juin comme Fête nationale du Québec et qui prévoit des règles particulières pour ce jour férié et chômé.

## Droit du travail
En droit du travail québécois, le régime général des jours fériés, chômés et payés est aux articles 59.1 à 65 de la Loi sur les normes du travail (ci-après nommée LNT), mais la fête nationale possède ses propres règles distinctes. 

### Statut de jour férié et chômé
L'article 60 de la LNT établit différents jours fériés, mais ne mentionne pas le 24 juin comme fête nationale. Pour savoir que le 24 juin est un jour férié et chômé, il faut donc se référer à l'article 2 de la Loi sur la fête nationale (ci-après nommée LFN).

### Cas de non application du régime général des jours fériés
L'art. 59.1 LNT énonce que les articles 59.1 à 65 LNT ne s'appliquent pas aux salariés visés par une convention collective qui bénéficient de sept jours fériés et de la fête nationale ou aux salariés non visés par une convention collective qui ont déjà sept jours fériés et la fête nationale. 
L'exigence de l'art. 65 LNT selon laquelle un salarié ne peut pas s'être absenté le jour ouvrable précédent ou suivant le jour férié n'existe pas en vertu de la Loi sur la fête nationale.

### Indemnités versées
L'art. 4 (1) LFN prévoit la même règle que l'art. 62 LNT concernant les indemnités versées par l'employeur relativement à ce jour férié. Il s'agit de verser 1/20 du salaire gagné au cours des 4 dernières semaines sans tenir compte des heures supplémentaires.
L'art. 4 (2) LFN concerne le salaire gagné sur les pourboires et prévoit une règle équivalente à l'art. 50 (4) LNT à l'effet que si le salarié travaille à pourboire, c'est le salaire augmenté des pourboires qui est utilisé pour le calcul de l'indemnité.
Si le salarié travaille le 24 juin, l'art. 5 LFN  prévoit que l'employeur a le choix de verser l'indemnité de l'art. 4 LFN ou de donner le congé compensatoire, en plus de verser au salaire occupé le 24 juin le salaire correspondant au travail effectué.

### Congé compensatoire

#### Règle générale
L'article 5 LFN énonce la règle générale en matière de congé compensatoires du 24 juin : si en raison de la nature des activités, le travail n'est pas interrompu le 24 juin, l'employeur doit d'abord verser le salaire correspondant au travail effectué le 24 juin et ensuite il doit ou bien lui verser l'indemnité prévue à l'art. 4 LFN, ou bien lui accorder un congé compensatoire d'une journée. 
Cette règle correspond en partie à la règle de l'art. 63 LNT, mais la fin de l'art 5 LFN énonce une exception car la règle prévoit que la congé compensatoire doit être pris le jour ouvrable précédant ou suivant le 24 juin, contrairement à l'art. 63 du régime général des jours fériés et chômés qui exige que le congé compensatoire soit pris dans les trois semaines précédant ou suivant ce jour.

#### Le 24 juin tombe une journée qui n'est pas normalement ouvrable par le salarié
D'après l'art. 6 LFN, si la fête nationale tombe un jour qui n'est pas normalement ouvrable par le salarié (par ex. jour férié le samedi et le salarié ne travaille pas samedi), l'employeur doit accorder un congé compensatoire d'une durée également à une durée normale de travail. Cela déroge à la règle générale de l'art. 64 LNT, qui prévoit que dans un jour férié et chômé autre que la fête nationale, l'employeur peut ou bien verser l'indemnité de l'art. 62 LNT ou bien accorder un congé compensatoire.

#### Le salarié est en congé annuel annuel le 24 juin
Si le salarié est en congé annuel le 24 juin, l'art. 6 al. 3 LFN prévoit que le congé annuel est pris à une date convenue entre l'employeur et le salarié. 
Cela déroge à la règle de l'art. 64 LNT qui donne un choix à l'employeur de verser l'indemnité prévue à l'art. 62 LNT ou d'accorder un congé compensatoire à une date convenue avec l'employeur.